# 클래런스 브라운

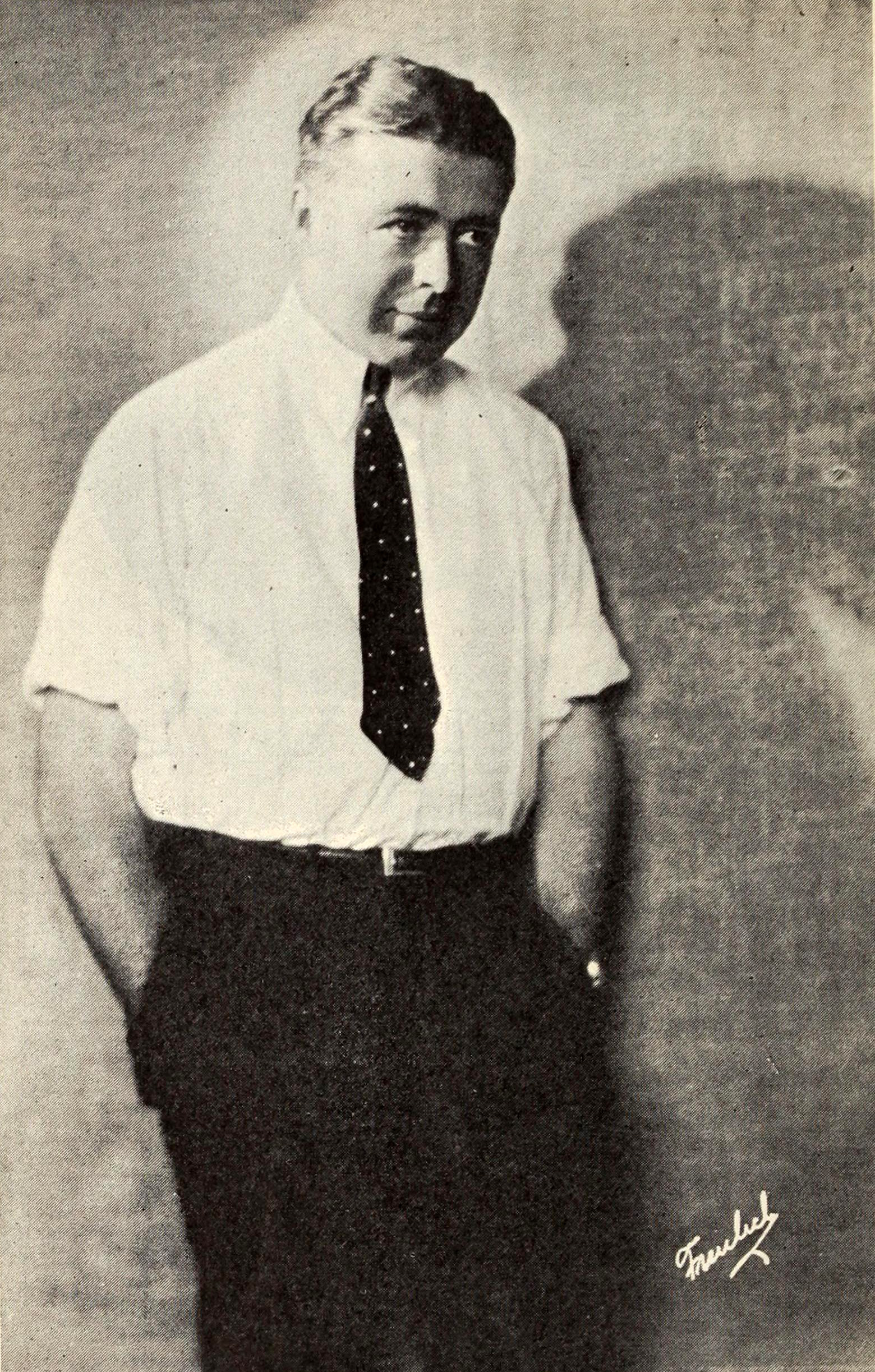

클래런스 브라운(영어: Clarence Brown, 1890년 5월 10일 ~ 1987년 8월 17일)은 미국의 영화 감독이다.

## 작품
- 자유의 혼 (1931)
- 안나 카레니나 (1935)
- 와이프 대 비서 (1936)
- 정복자 (1937)
- 더 레인스 케임 (1939)
- 더 화이트 클리프스 오브 도버 (1944)
- 녹원의 천사 (1944)
- 애정 (1946)